# Lee DeWyze
Leon James "Lee" DeWyze (Mount Prospect, Illinois, 2 de abril de 1986) es un cantante y compositor estadounidense, ganador de la novena temporada de American Idol. Antes de su participación en el programa, DeWyze lanzó dos álbumes llamados So I'm Told en 2007 y Slumberland en 2010, ambos con WuLi Records. 

## Primeros años
DeWyze asistió a la Escuela Primaria Católica Saint James en Arlington Heights, Illinois y a la Escuela Secundaria Prospect hasta el último año. Después de abandonar Prospect, inspirado por sus maestros y por su interés por la música, se inscribió en la Escuela Alternativa Forest View. Lee nunca se graduó de ninguna de las escuelas secundarias. Comenzó a trabajar como vendedor de pintura desde que tenía quince años y continuó en su empleo durante seis años, hasta la ronda de Hollywood de American Idol. Sus influencias musicales incluyen a Cat Stevens, Eric Clapton, Ben Harper y Simon & Garfunkel. Tiene tatuada en el brazo parte de la letra de "Father and Son", un clásico de Cat Stevens. Antes de Idol tenía una banda, la cual tocó en The Chicago Huddle, un programa de ABC 7 cuyo anfitrión es Ryan Chiaverini. Allí, Lee cantó "Another Sleep Song", una canción propia, incluida en su segundo álbum, Slumberland.
Comenzó a cantar cuando era muy chico. Lo descubrió Louis Svitek, de Chicago, quien vio a DeWyze, en ese entonces de 17 años de edad, cuando tocaba la guitarra y cantaba en una fiesta privada en los suburbios del noroeste de Chicago. Svitek, quien posee la compañía discográfica independiente WuLi Records, junto a Ryan McGuire le ofreció un contrato con la compañía. DeWyze formó la "Lee DeWyze Band". Los demás miembros de la banda eran Louis Svitek, Ryan McGuire y Jeff Henderson. Lee grabó dos álbumes, So I'm Told y Slumberland. Gracias a las giras que realizó por la zona y por sus interpretaciones en varios lugares públicos, Lee y su banda eran muy conocidos en su ciudad; incluso llegó a tocar en la radio WXRT antes de participar en American Idol.

## Vida personal
Lee DeWyze es hijo de Lee Dewyze Sr. y de Kathleen DeWyze. Su padre trabajaba como empleado postal en Elk Grove Village y su madre en la sección de radiología en un hospital comunitario. Tiene una hermana mayor, Sarah. 
Lee dijo en su blog que tiene un bulldog británico llamado Capone, que le tiene miedo a las alturas y a los payasos, que ama jugar Scrabble y que telefoneaba a su familia antes de cada una de sus actuaciones en American Idol.
Tiene cuatro tatuajes; uno de ellos es la letra de una canción de Cat Stevens. Se hizo su cuarto tatuaje junto a sus compañeros del programa. Este tatuaje es la silueta de la bandera de Chicago y se lo hizo en su brazo derecho.
Además de cantar y de tocar la guitarra, toca la batería.

## American Idol
DeWyze audicionó en Chicago en el United Center para la novena temporada de American Idol el 22 de junio de 2009. Su amigo Vincent Ferrara, quien también probó suerte en las audiciones en Chicago, fue quien lo alentó a presentarse. Lee audicionó con la canción "Ain't No Sunshine" y fue uno de los trece concursantes de Chicago que pasaron a la siguiente ronda, el número más chico de las siete ciudades en donde se realizaron audiciones. Durante la semana de Hollywood, integró un grupo junto a Aaron Kelly y a Crystal Bowersox; ambos llegaron al Top 24 y más tarde al Top 5. 
Su mejor amigo entre los competidores es Andrew Garcia. Fueron compañeros de cuarto a lo largo de toda la temporada, hasta que García fue eliminado en el Top 9.
DeWyze fue uno de los dos finalistas del programa y el único participante masculino de la temporada que jamás estuvo entre los tres menos votados. Los jueces lo elogiaron por haber dejado atrás su timidez y por haber mostrado, con confianza, que estaba "allí para ganar". 
El 14 de mayo de 2010, DeWyze se presentó en el Arlington Park Race Track en Arlington Heights, Illinois ante más de 41.000 personas como parte del Día de Regreso al Hogar de American Idol.
El 26 de mayo, DeWyze fue declarado ganador de la novena temporada de American Idol, derrotando a Crystal Bowersox en la final. Como resultado de haber ganado la temporada, DeWyze obtuvo también un contrato para lanzar un álbum. 

### Actuaciones y resultados
| Semana #            | Temática                                                         | Canción                                                                          | Artista original                    | Orden # | Resultado |
| ------------------- | ---------------------------------------------------------------- | -------------------------------------------------------------------------------- | ----------------------------------- | ------- | --------- |
| Audición            | Elección propia                                                  | "Ain't No Sunshine"                                                              | Bill Withers                        | N/A     | Avanza    |
| Hollywood           | Primer solo                                                      | "One of Us"                                                                      | Joan Osborne                        | N/A     | Avanza    |
| Hollywood           | Grupo                                                            | "Get Ready"                                                                      | The Temptations                     | N/A     | Avanza    |
| Hollywood           | Segundo Solo                                                     | "You Found Me"                                                                   | The Fray                            | N/A     | Avanza    |
| Top 24 (12 hombres) | Billboard Hot 100 Hits                                           | "Chasing Cars"                                                                   | Snow Patrol                         | 7       | A salvo   |
| Top 20 (10 hombres) | Billboard Hot 100 Hits                                           | "Lips of an Angel"                                                               | Hinder                              | 10      | A salvo   |
| Top 16 (8 hombres)  | Billboard Hot 100 Hits                                           | "Fireflies"                                                                      | Owl City                            | 1       | A salvo   |
| Top 12              | The Rolling Stones                                               | "Beast of Burden"                                                                | The Rolling Stones                  | 9       | A salvo   |
| Top 11              | Billboard #1 Hits                                                | "The Letter"                                                                     | The Box Tops                        | 1       | A salvo   |
| Top 10              | R&B/Soul                                                         | "Treat Her Like a Lady"                                                          | Cornelius Brothers & Sister Rose    | 8       | A salvo   |
| Top 9               | Lennon/McCartney                                                 | "Hey Jude"                                                                       | The Beatles                         | 9       | A salvo   |
| Top 9               | Elvis Presley                                                    | "A Little Less Conversation"                                                     | Elvis Presley                       | 4       | A salvo   |
| Top 7               | Canciones inspirativas                                           | "The Boxer"                                                                      | Simon & Garfunkel                   | 2       | A salvo   |
| Top 6               | Shania Twain                                                     | "You're Still the One"                                                           | Shania Twain                        | 1       | A salvo   |
| Top 5               | Frank Sinatra                                                    | "That's Life"                                                                    | Frank Sinatra                       | 5       | A salvo   |
| Top 4               | Canciones del cine Solo Dueto                                    | "Kiss from a Rose" — Batman Forever "Falling Slowly" — Once con Crystal Bowersox | Seal Glen Hansard & Markéta Irglová | 1 3     | A salvo   |
| Top 3               | Elección del participante Elección del jurado                    | "Simple Man" Hallelujah"                                                         | Lynyrd Skynyrd Leonard Cohen        | 3 6     | A salvo   |
| Top 2               | Elección del participante Elección de Simon Fuller Canción final | "The Boxer" "Everybody Hurts" Beautiful Day"                                     | Simon & Garfunkel R.E.M. U2         | 1 3 5   | Ganador   |

## Después deIdol
DeWyze ha firmado un contrato con 19 Entertainment, la compañía discográfica de Simon Fuller, y con RCA Records. La revista Billboard anunció que su primer álbum posterior a Idol será producido por RCA Records.  
Su primer sencillo, un cóver de "Beautiful Day" de U2, fue lanzado como un sencillo digital el 27 de mayo de 2010.  Durante una conferencia de prensa llevada a cabo el 28 de mayo de 2010, DeWyze dijo: "Me gusta mucho la canción; es verdaderamente buena (...) ¿Si pertenece necesariamente a mi género? No. Había varias canciones para elegir, y yo opté por la que pensé que representaría mejor el momento".

## Discografía

### Álbumes
| 2007                                                     | So I'm Told - Lanzado: 2007 - Discográfica: WuLi Records - Formato: CD, WuLi Records | — | —  |                 |
| 2010                                                     | Slumberland - Lanzado: 2010 - Discográfica: WuLi Records - Formato: CD, WuLi Records | — | 32 | - EE. UU.: 5000 |
| Las comillas ("—") indican que no entró en los rankings. |                                                                                      |   |    |                 |

### Sencillos
| 2010                                                     | "Beautiful Day" | 24 | — |  |
| Las comillas ("—") indican que no entró en los rankings. |                 |    |   |  |

### Colaboraciones
En 2008, como un favor para Jeff Henderson, miembro de la banda "Lee DeWyze Band", Lee DeWyze y la banda grabaron un disco para Square One Organic Baby Food Company, una compañía perteneciente a la esposa de Henderson. DeWyze grabó seis canciones del CD "Square One Organic".
Su canción "Blackbird song" Apareció en la serie de AMC The Walking Dead